# East Denton
East Devon är en stadsdel i Newcastle upon Tyne, i distriktet Newcastle upon Tyne, i grevskapet Tyne and Wear, i England. East Denton var en civil parish 1866–1935 när blev den en del av Newburn och Newcastle upon Tyne. Civil parish hade 3 129 invånare år 1931.